# Phellinus pseudolaevigatus
Phellinus pseudolaevigatus är en svampart som beskrevs av Parmasto. Phellinus pseudolaevigatus ingår i släktet Phellinus och familjen Hymenochaetaceae.   Inga underarter finns listade i Catalogue of Life.